# Eugen Gondi
Eugen Ioan Gondi (n. 1947, Timișoara) este un baterist din România.
Absolvent al Școlii medii de arte plastice din Timișoara.
Cântă cu trioul Paul Weiner Free Jazz (1967-1970), după care este angajat la "Animafilm", ceea ce nu-l va împiedeca să-și continue activitatea muzicală prin colaborări cu Phoenix, Mircea Florian, Marius Popp, Johnny Răducanu, Cvintetul de jazz București (cu care a ținut concerte cu Art Farmer, Slide Hampton, Aura Urziceanu), Radu Goldiș etc.
Participant la festivalurile de jazz de la Ploiești, Sibiu, San Sebastian, Přerov (unde obține medalia de argint cu formația Paul Weiner), Ljubliana (cu cvartetul Dan Mândrilă), Varșovia etc.
A înregistrat multe discuri la Electrecord (de ex. cu Aura Urziceanu), la Radio și la Televiziune.
Locuiește în Olanda, unde a emigrat după 1990.